# Copa de baloncesto de Rumanía
La Copa Rumana de Baloncesto (rumano: Cupa României de Baschet) es un torneo de eliminación de baloncesto que se celebra anualmente en Rumania desde el año 1954. El último campeón ha sido el Voluntari, que ha conseguido en 2022 su segunda copa.

## Formato
El torneo (en el que participan todos los equipos de la liga) se juega a doble partido hasta semifinales, donde se hace una Final Four, organizada por uno de los cuatro equipos semifinalistas. Hasta 2015, se disputó el partido por el 3.º puesto.

## Finales
| Temporada | Campeón            | Resultado | Subcampeón           | 3.ª plaza            | 4.ª plaza                      | Pabellón                     | Ciudad          |
| --------- | ------------------ | --------- | -------------------- | -------------------- | ------------------------------ | ---------------------------- | --------------- |
| 2009      | CSU Ploiești       | 93-63     | CS Otopeni           | Energia Rovinari     | CSU Municipal Cuadripol Brasov | Sporturilor Targu Jiu        | Târgu Jiu       |
| 2010      | BCM Elba Timișoara | 92-83     | Gaz Metan Mediaș     | CSU Ploiești         | CS Otopeni                     | Constantin Jude Hall         | Timișoara       |
| 2011      | Gaz Metan Mediaș   | 71-61     | CSA Steaua Turabo    | CSU Ploiești         | BC Mureş                       | Sporturilor Tg. Mures        | Mureş           |
| 2012      | BCM U Pitești      | 91–78     | BC Timișoara         | CS Municipal Oradea  | CS Municipal Bucuresti         | Arena de Baschet             | Bucarest        |
| 2013      | Gaz Metan Mediaș   | 76–62     | U-Mobitelco BT       | BC Timișoara         | CSU Ploiești                   | Constantin Jude Hall         | Timișoara       |
| 2014      | Energia Rovinari   | 58–55     | CS Municipal Oradea  | CSU Asesoft Ploiești | BCM U Pitești                  | Olimpia Sports Hall          | Ploieşti        |
| 2015      | BC Timișoara       | 78–73     | BC Mureş Târgu Mureş | BCM U Pitești        | CSU Atlassib Sibiu             | Sala Sporturilor Trivale     | Pitești         |
| 2016      | U-BT Cluj-Napoca   | 82–75     | CSM CSU Oradea       | BC Mureş Târgu Mureş | Dinamo Bucuresti               | Arena Antonio Alexe          | Oradea          |
| 2017      | U-BT Cluj-Napoca   | 79–78     | BC Mureş Târgu Mureş | CSM CSU Oradea       | Steaua CSM EximBank            | Sala Transilvania            | Sibiu           |
| 2018      | U-BT Cluj-Napoca   | 64–61     | CSM CSU Oradea       | BC Timișoara         | Steaua CSM EximBank            | Sepsi Arena                  | Sfântu Gheorghe |
| 2019      | CSU Sibiu          | 88–78     | CSM CSU Oradea       |                      |                                | BT Arena                     | Cluj-Napoca     |
| 2020      | U-BT Cluj-Napoca   | 68–61     | CSM CSU Oradea       |                      |                                | Horia Demian Sports Hall     | Cluj-Napoca     |
| 2021      | Voluntari          | 72–65     | Oradea               |                      |                                | BT Arena                     | Cluj-Napoca     |
| 2022      | Voluntari          | 89–75     | SCM Craiova          |                      |                                | Sala Polivalentă din Craiova | Craiova         |
| 2023      | U-BT Cluj-Napoca   | 78-65     | CSM Oradea           |                      |                                | Sala Sporturilor Constanța   | Constanța       |
| 2024      | U-BT Cluj-Napoca   | 84-70     | Rapid București      | no se celebró        | no se celebró                  | BT Arena                     | Cluj-Napoca     |

## Palmarés
|  | - 1966 Steaua București - 1967 Dinamo București - 1968 Dinamo București - 1969 Dinamo București - 1980 Dinamo București - 1981 Steaua București - 1995 U-Mobitelco Cluj-Napoca - 2004 CSU Asesoft Ploiești - 2005 CSU Asesoft Ploiești | - 2006 CSU Asesoft Ploiești - 2007 CSU Asesoft Ploiești - 2008 CSU Asesoft Ploiești - 2009 CSU Asesoft Ploiești - 2010 BC Timișoara - 2011 Gaz Metan Mediaş - 2012 BCM U Pitești - 2013 Gaz Metan Mediaş - 2014 CS Energia Rovinari | - 2015 BC Timișoara - 2016 U-BT Cluj-Napoca - 2017 U-BT Cluj-Napoca - 2019 CSU Sibiu - 2020 U-BT Cluj-Napoca - 2021 CSO Voluntari - 2022 CSO Voluntari - 2023 U-BT Cluj-Napoca - 2024 U-BT Cluj-Napoca |

## Copas por club
| Club                 | Títulos | Finalista | Años Campeón                             | Años Finalista                     |
| -------------------- | ------- | --------- | ---------------------------------------- | ---------------------------------- |
| Asesoft Ploiești     | 6       | -         | 2004, 2005, 2006, 2007, 2008, 2009       |                                    |
| U-BT Cluj-Napoca     | 7       | 1         | 1995, 2016, 2017, 2018, 2020, 2023, 2024 | 2013                               |
| Dinamo Bucuresti     | 4       | -         | 1967, 1968, 1969, 1980                   | -                                  |
| BC Timișoara         | 2       | 1         | 2010, 2015                               | 2012                               |
| Gaz Metan Mediaș     | 2       | 1         | 2011, 2013                               | 2010                               |
| Steaua București     | 2       | 1         | 1966, 1981                               | 2011                               |
| CSO Voluntari        | 2       | -         | 2021, 2022                               | -                                  |
| Energia Rovinari     | 1       | -         | 2014                                     | -                                  |
| BCM U Pitești        | 1       | -         | 2012                                     | -                                  |
| CSO Voluntari        | 2       | -         | 2019                                     | -                                  |
| CSU Sibiu            | 1       | -         | 2019                                     | -                                  |
| CSM CSU Oradea       | -       | 6         | -                                        | 2014, 2016, 2018, 2019, 2020, 2023 |
| BC Mureş Târgu Mureş | -       | 2         | -                                        | 2015, 2017                         |
| CS Otopeni           | -       | 1         | -                                        | 2009                               |
| SCM Craiova          | -       | 1         | -                                        | 2022                               |
| Rapid București      | -       | 1         | -                                        | 2024                               |

## Máximo Anotadores de las Finales
| Año  | Jugador                        | Puntos |
| ---- | ------------------------------ | ------ |
| 2012 | Darko Vujacic                  | 26     |
| 2013 | Zoran Krstanović               | 16     |
| 2014 | Sean Denison                   | 18     |
| 2015 | Bogdan Popescu                 | 19     |
| 2016 | Filip Adamović                 | 24     |
| 2017 | Aleksandar Rašić               | 21     |
| 2018 | Kris Richard                   | 18     |
| 2019 | Justas Tamulis Kris Richard    | 20     |
| 2020 | Darko Planinić                 | 17     |
| 2021 | Marcu Badiu                    | 20     |
| 2022 | Marcu Badiu                    | 19     |
| 2023 | Patrick Richard Mark Ogden Jr. | 15     |
| 2024 | Jarell Eddie                   | 23     |